# John Olav Nilsen & Gjengen
John Olav Nilsen & Gjengen var ett band från Norge. De blandade pop, rock, soul och punk. I spetsen stod John Olav Nilsen som skrev och sjöng. Bandet startade 2006 i Loddefjord i Bergen och splttrades 2013.

## Bandmedlemmar
Senaste medlemmar
- John Olav Nilsen – sång
- Einar Vaagenes – gitarr
- Andrew Amorim – trummor
- Lars Eriksen – gitarr
- Daniel Maranon – percussion
- Tim Bjerke – basgitarr
- Nam Phuong Nguyen – basgitarr, trummor, keyboard, synthesizer

Tidigare medlemmar
- Magnus Bøe Michelsen – keyboard (2007–2008)
- Robert Eidevik – basgitarr (2007–2008)
- Jan Henning Buen – gitarr (2006)
- Jan Eivind Bertelsen – gitarr (2006)
- Anand Chetty – keyboard (2006, 2013)
- Alastair Guilfoyle – keyboard, synthesizer (2008–2013)

## Diskografi
Album
- 2009 – For sant til å være godt
- 2011 – Det nærmeste du kommer
- 2012 – Den eneste veien ut

Singlar (i urval)
- 2009 – "10 ganger 1000" (7" vinyl)
- 2009 – "Valiumsvalsen" / "For sant til å være godt"
- 2009 – "Hull i himmelen" / "For sant til å være godt"
- 2011 – "Skrekkfilm" / "Det nærmeste du kommer"
- 2011 – "Hundeår" / "Det nærmeste du kommer"
- 2011 – "Klokkene" / "Det nærmeste du kommer"
- 2012 – "Vinterkarusellen"
- 2012 – "Eurosport" / "Den eneste veien ut"
- 2012 – "Nesten som eg lever" / "Den eneste veien ut"
- 2013 – "Bensinbarn" / "Den eneste veien ut"